# Cuisine javanaise

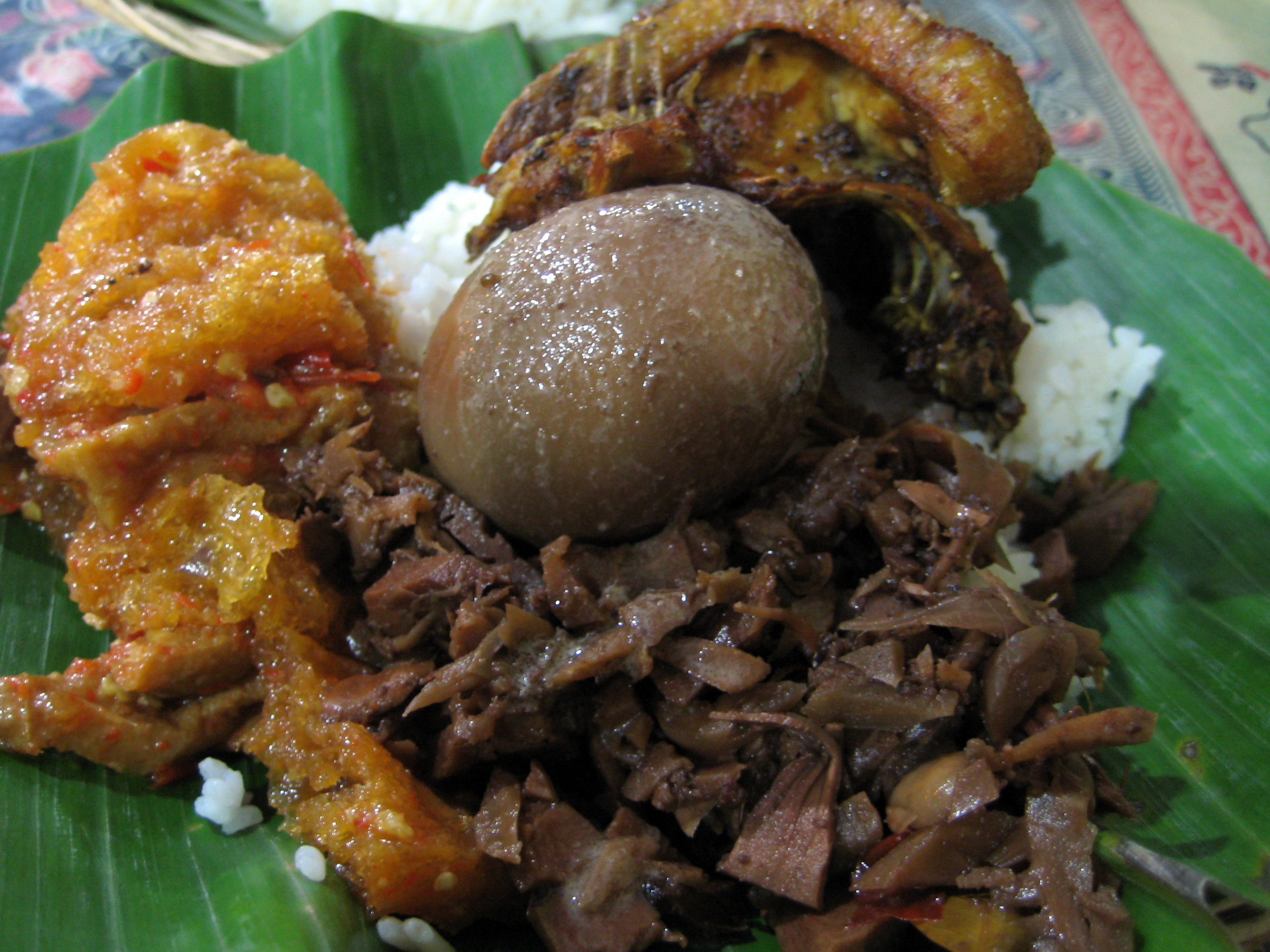
Nasi gudeg javanais complet, composé de gudeg (jeune jacquier cuit dans du lait de coco), poulet frit, œuf dur et krecek (chips de peau de buffle épicée). Le gudeg est un des plats les plus fameux.

La cuisine javanaise est la cuisine des Javanais, une ethnie majoritaire en Indonésie, et plus précisément dans les provinces de Java central, Yogyakarta et Java oriental. Bien que la cuisine de Sumatra soit connue pour ses épices et ses influences indiennes et arabes, la cuisine javanaise est plus marquée par son originalité et sa simplicité. Certains plats peuvent toutefois être marqués par des influences étrangères, et notamment chinoises.
Cette cuisine est perçue comme un peu plus sucrée que d'autres en Indonésie, ce qui peut être expliqué par l'emploi généreux de gula Jawa (sucre de palme) ou de kecap manis (sauce soja sucrée).
Plus généralement, la cuisine javanaise influence toute la cuisine de l'île de Java ; ce qui inclut donc la Cuisine soundanaise à Java occidental, la cuisine des Betawi à Jakarta, la cuisine des Madurais de Madura au large de Java oriental, ces trois derniers groupes ayant chacun une cuisine distincte.
La cuisine javanaise est divisée en trois principaux groupes : cuisine de Java Centre, cuisine de l'est de Java et plats communs javanais.

## Ingrédients

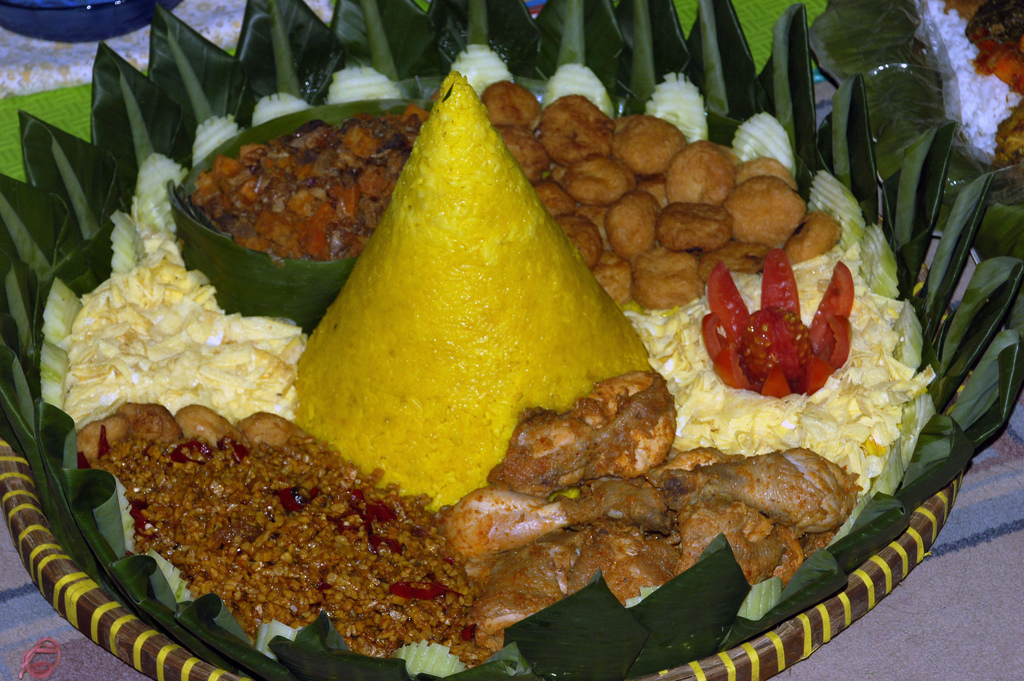
Riz tumpeng en forme de cône, agrémenté de poulet, d'omelette, de sambel goreng ati (foie de bœuf en sambal), perkedel de pommes de terre, et orek de tempeh.

Le riz est un ingrédient basique et historique à Java. Dewi Sri était d'ailleurs vénéré par les Javanais comme le dieu du Riz. Le tumpeng, du riz jaune en forme de cône, est un plat rituel des cérémonies traditionnelles javanaises. Le riz peut être travaillé en lontong ou en ketupat, ou cuit dans du lait de coco (nasi liwet) ou coloré avec du curcuma (nasi kuning). Du gaplek (manioc séché) est parfois mélangé au riz, ou le remplace parfois. Des tubercules comme l'igname, le taro et la patate douce sont consommés en snacks entre les repas.
Le pain et les céréales autres que le riz sont rares, bien que les nouilles et les pommes de terre accompagnent parfois certains plats. Les pommes de terre sont frites et écrasées pour en faire des boulettes, puis frites à nouveau et épicées pour faire des perkedel. Les nouilles de blé, les bihun (vermicelles de riz) et les kwetiau sont des apports de la cuisine chinoise. Les Javanais les ont adaptés à leur cuisine en ajoutant du kecap manis et des épices locales, pour donner naissance aux bakmi Jawa, bakmi rebus et bihun goreng. Les légumes sont très présents, tels que le démontrent des plats comme le pecel, le lotek et l'urap.
Le lait de coco, la sauce arachide, le gula Jawa (sucre de palme), l'asem Jawa (tamarin), le petis et le terasi (pâtes de crevette), l'échalote, l'ail, le curcuma, le galanga, le gingembre, et le sambal sont des ingrédients communs de la cuisine javanaise. Les poissons d'eau douce, comme la carpe, le tilapia, le gourami et le poisson-chat sont très populaires, tandis que les produits de la mer comme le thon, le vivaneau rouge, le thazard noir, la raie, l'anchois, la crevette, le calmar et autres poissons saumurés sont très populaires sur les régions côtières. Le poulet, la chèvre, le mouton et le bœuf sont des viandes populaires dans la cuisine javanaise. Près de 90 % des Javanais sont musulmans, on ne trouve donc quasiment pas de porc. Cependant, des enclaves catholiques à Java autour de Muntilan, Magelang, Yogyakarta et Klaten, consomment du porc.

## Influences

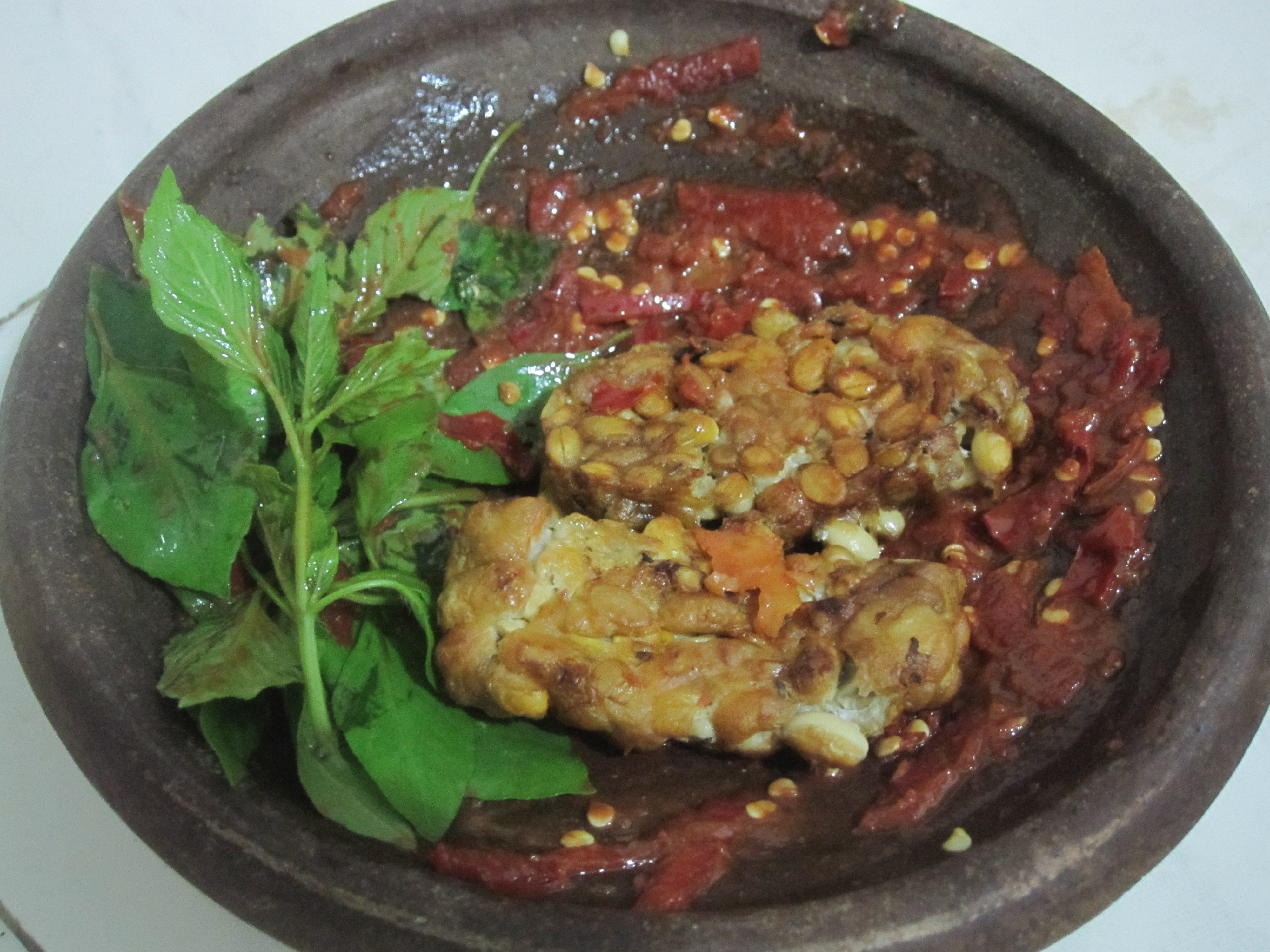
Sambal tempe penyet kemangi.

En comparaison avec la cuisine de Sumatra, très épicée et usant du curry, la cuisine javanaise est bien plus originale et indigène, avec quelques légères influences chinoise et européenne.
La cuisine javanaise a également influencé d'autre cuisines. Le botok javanais, par exemple, a influencé le bobotie sud-africain. De par la dispersion des Javanais hors d'Indonésie, la cuisine javanaise a influencé la cuisine de Johor en Malaisie, ainsi que la cuisine du Suriname.

## Cuisine du centre de Java
La cuisine de Java central est influencée par les deux anciens royaumes de Yogyakarta et Surakarta (aussi appelé Solo). La plupart des plats sont indigènes, cependant dans certaines villes côtières comme Semarang et Pekalongan, on retrouve des influences chinoises notables, comme les rouleaux de lumpia et le bakmi Jawa. L'influence européenne se retrouve aussi dans des plats tels que le bistik Jawa et le selat Solo.

### Semarang

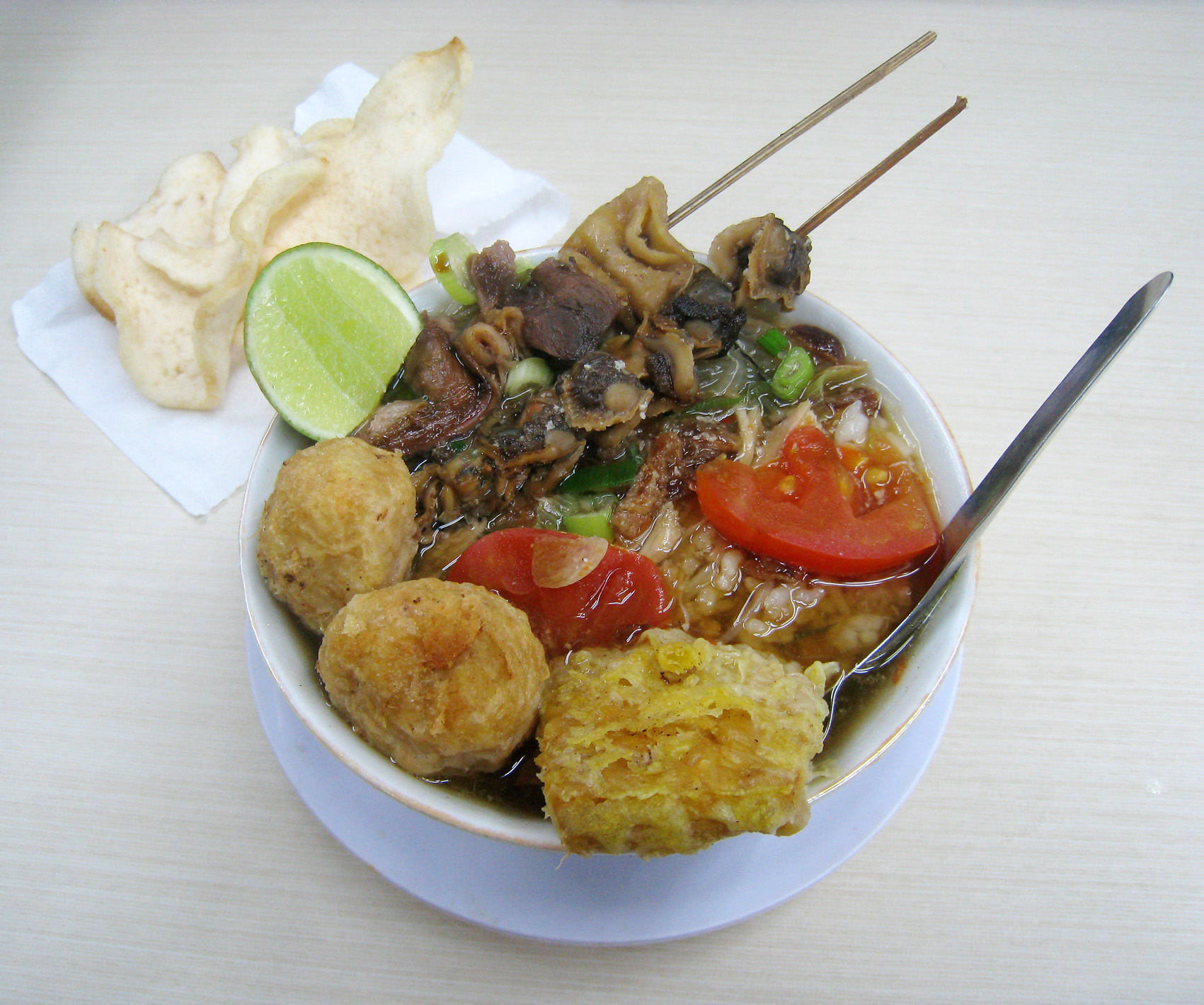
Soto Bangkong, recette de soto de Semarang. C'est une soupe de poulet avec des vermicelles de riz et de la tomate, servie avec des perkedel de pomme de terre, du tempeh frit et des sate de coques et d'intestins de poulet, du citron vert et des krupuk.

- Lumpia Semarang : rouleaux de printemps frits. La garniture varie, mais consiste principalement en de la viande et des pousses de bambou. Il est servi avec une sauce sucrée et fermentée de haricot (tauco) ou de la sauce d'ail sucrée. Il peut aussi être accompagné d'acar (pickles de concombre indonésien) et de piment.
- Soto Bangkong : soupe de poulet, mélangée avec du riz, des perkedel, des sate de coques et d'intestin de poulet, et des œufs de caille. Le plat porte le nom du carrefour de Bangkong de Semarang.
- Nasi ayam : plat de riz, de poulet et de tofu, servi dans une soupe de lait de coco sucrée et salée.
- Wingko babat : gâteau à base de riz gluant et de noix de coco, servi chaud.
- Bandeng Juwana : plat de poisson-lait, portant le nom du port de pêche de Juwana, à l'est de Semarang.

### Jepara
- Soto Jepara : recette de soto de Jepara, à base de poulet.
- Kuluban : salade traditionnelle de Jepara.
- Kelan antep.
- Horok-horok.

### Kudus
- Soto Kudus : recette de soto de Kudus, à base de poulet.
- Jenang Kudus : dessert à base de farine de riz, de sucre de palme et de lait de coco.

### Yogyakarta

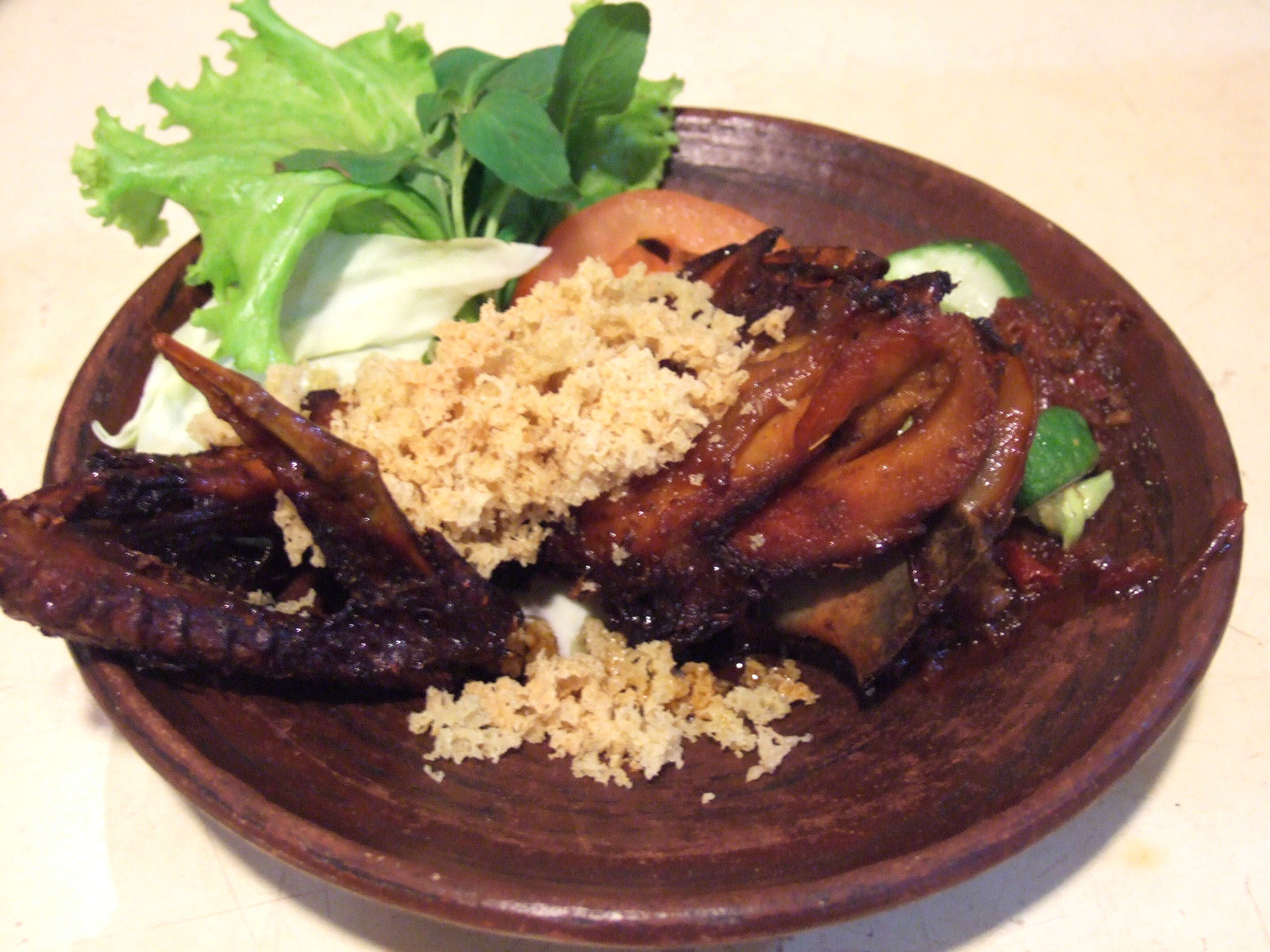
Ayam goreng Kalasan avec du kremes, poulet frit avec des granules de farine frite.

- Gudeg Yogya : plat traditionnel de Yogyakarta[3] et de Java central, à base de jeune nangka (jacquier) bouilli durant plusieurs heures avec du sucre de palme, des épices, et du lait de coco. Il est souvent accompagné d'opor ayam (poulet dans du lait de coco), de telur pindang (œufs durs) et de krechek (ragoût épicé de peau de bœuf et de tofu). La recette de Yogya a une couleur plus rougeâtre, de par l'ajout de feuille de teck.
- Ayam goreng Kalasan : ragoût épicé de poulet, avec de la coriandre, de l'ail, de la noix des Moluques et du jus de noix de coco. Le tout est ensuite frit pour devenir croustillant. Servi avec du sambal et des légumes en salade.
- Bakpia : pâtisserie sucrée et fourrée de pâte de haricot mungo sucrée. D'influence chinoise, elle est la spécialité de Pathok, près de Malioboro. On parle parfois de bakpia Pathok.
- Ronde (wedhang ronde) : dessert chaud javanais contenant des boulettes de riz gluant fourrées avec de la pâte d'arachide, flottant dans un thé de citronnelle et de gingembre. Influencé par le tangyuan chinois.
- Angsle (wedhang angsle) : dessert chaud, soupe de perles de sagou, de riz gluant précuit et de haricot mungo, de putu mayang (gâteau de farine de blé coupé en forme de nouilles), arachides frites et lait de coco.
- Kipo : petite sucrerie de Kotagede, qui doit son nom au terme javanais Iki opo ? (« Qu'est-ce que c'est ? »). C'est une pâte à base de farine de riz gluant et de lait de coco, fourrée de chair de noix de coco et de sucre de palme.

### Solo

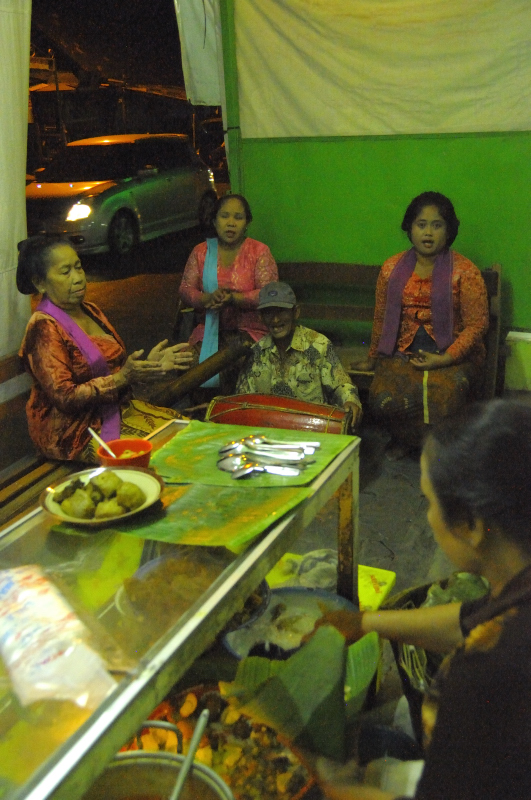
Warung nasi liwet à Solo.

- Nasi liwet : plat de riz cuit dans du lait de coco et un bouillon de poulet, servi avec de la viande et des légumes.
- Tongseng : curry épicé de viande de mouton, à peine frit et accompagné de légumes.
- Tengkleng : côtes ou travers et abats de chèvre dans un curry, similaire au gule kambing, mais dans une soupe plus claire et plus fine.
- Timlo Solo : soupe de bœuf et de légumes. Certaines recettes contiennent des nouilles[4].
- Bakso Solo : boulettes de viande à base de bœuf et servies dans une soupe chaude, contenant des nouilles de haricots mungo, des légumes verts, du chou haché et diverses sauces (épices, tomates). Dans la recette de Solo, les boulettes sont très grosses, de la taille d'une balle de tennis, ce qui lui vaut d'être nommée bakso tenis. Les bakso sont d'influence chinoise, mais sont devenues très populaires à travers toute l'Indonésie.
- Bistik Jawa : steak de bœuf javanais, d'influence européenne.
- Selat Solo : salade de bœuf braisé, de laitue, carottes, haricots verts, chips de pommes de terre ou frites avec un assaisonnement sucré et épicé.
- Sate buntel (littéralement : « sate » enroulé) : émincé de bœuf ou de chèvre, enroulé dans une crépine, puis piqué sur une brochette en bambou, celle-ci est assez grosse. Après avoir été grillée, la viande est enlevée de la brochette, découpée et servie dans une sauce de soja sucrée et du merica (poivre noir).
- Srabi Solo : pancake de lait de coco mélangé avec de la farine de riz en guise d'épaississant. Le srabi peut être servi nature, ou recouvert de bananes, de jacquier, de chocolat (muisjes) ou de fromage.

### Banyumas

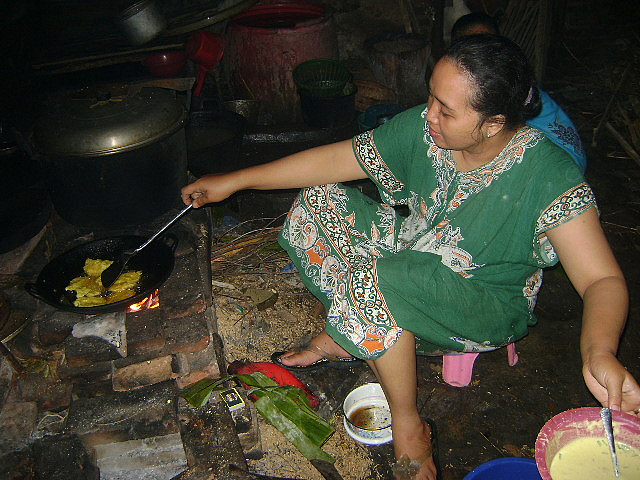
Friture de tempe mendoan.

Zones les plus à l'ouest de la région de Java Centre, à la frontière de Java Ouest, incluant Banyumas, Tegal, Brebes, Cilacap, Kebumen et Purwokerto.
- Nasi bogana Tegal : riz blanc cuit enroulé dans une feuille de bananier.
- Teh poci Tegal : thé brassé dans une théière d'argile, servi avec du sucre candi. La ville de Tegal est un gros producteur de thé de qualité.
- Sate Tegal ou sate balibul : sate de chevreau de Tegal.
- Sate Ambal : recette de sate d'Ambal, près de Kebumen, utilisant de l'ayam kampung, à savoir du poulet élevé en plein air. La sauce est non pas à base d'arachides mais de tempeh, de piment et d'épices. Le poulet est mariné pendant deux heures. Le sate est servi avec du ketupat.
- Tempe mendoan : tempe frit de Banyumas.
- Sroto Sokaraja : recette de soto de Sokaraja (Banyumas).

### Autres plats du centre de Java
- Sate Blora : sate de poulet de la région de Blora.
- Swikee Purwodadi : cuisses de grenouilles cuites dans une soupe de tauco.
- Madu mongso : dessert à base de riz gluant noir fermenté, cuit dans du lait de coco et du sucre. Collant et sucré, il est vendu dans une feuille de maïs.
- Bakmoy : petits cubes de tofu frit, poulet et œuf dur, servis dans un bouillon de poulet et accompagné d'un relish à base de sauce soja sucrée.
- Mie koclok : soupe de nouilles de Cirebon.

## Cuisine de l'est de Java
La cuisine de l'est de Java est largement influencée par la cuisine maduraise ; Madura est un gros producteur de sel et détermine l'absence de sucre dans de nombreux plats. On retrouve également une influence arabe dans certains plats, et surtout dans les villes côtières de Tuban, Gresik, Surabaya, Lamongan et Sidoarjo, en raison des nombreux descendants d'Arabes dans ces villes. Ci-après, liste de plats les plus représentatifs.

### Madiun

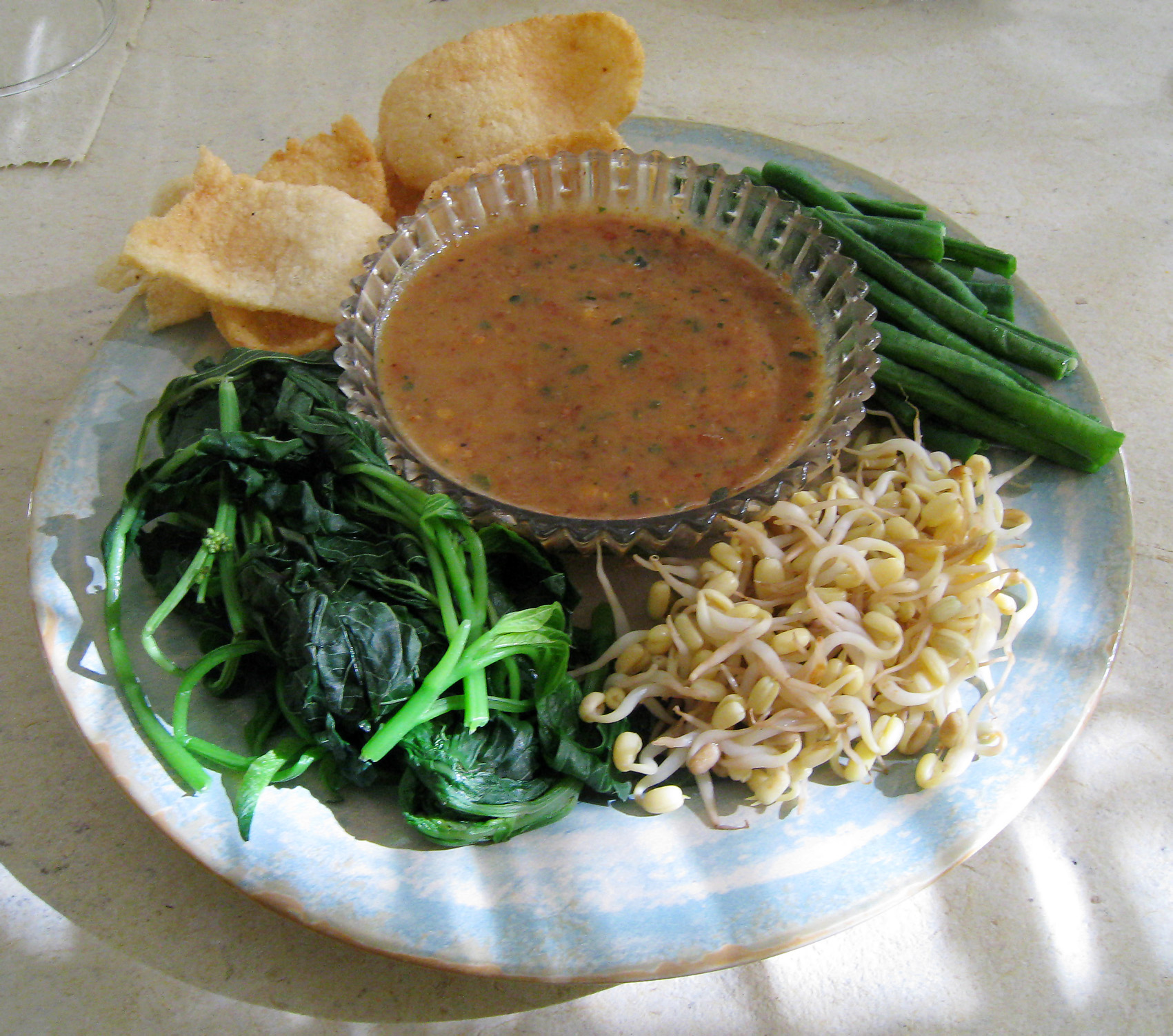
Pecel, légumes bouillis dans une sauce aux arachides.

- Pecel Madiun : salade de légumes bouillis, assaisonnés d'une sauce épicée aux arachides. Ce plat sert généralement d'accompagnement au riz. Des arachides ou des chips de poisson ou de crevettes (rempeyek) sont servis à côté. Il ne doit pas être confondu avec le pecel lele, qui est un poisson-chat frit et servi avec du sambal.
- Brem Madiun : gâteaux de manioc et de sucre fermenté.

### Lamongan
- Soto Lamongan : soupe de poulet de Lamongan.
- Ayam penyet : poulet frit (voir ayam goreng), haché dans un mortier et mélangé avec du sambal.
- Bebek goreng : canard frit, similaire au confit de canard.
- Pecel lele : poisson-chat frit avec du sambal, des légumes et du riz.

### Surabaya

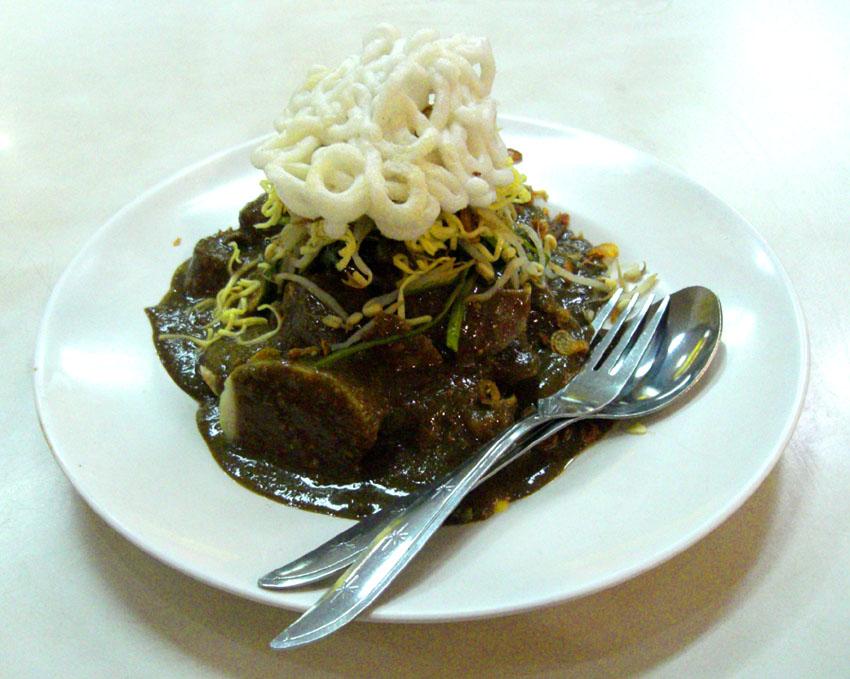
Rujak cingur, spécialité de Surabaya.

- Rawon : soupe brune de bœuf, servie avec des pousses de haricot mungo et du sambal. La couleur noire vient de la noix de Pangium edule.
- Rujak cingur[5] : museau (cingur) mariné de bœuf, servi avec des légumes bouillis et des chips de crevettes. Il est ensuite assaisonné de petis, de sauce aux arachides et d'épices. Il est habituellement accompagné de lontong.
- Lontong kupang : lontong avec des petites coques, dans une sauce de petis.
- Semanggi : salade de feuilles bouillies de semanggi (Marsilea crenata). Assaisonnée de sauce épicée aux arachides.

### Madura
- Soto Madura : soupe de bœuf et d'abats à base de curcuma, servie avec des œufs durs et du sambal.
- Sate Madura : originaire de l'île de Madura, près de Java, c'est une recette connue dans toute l'Indonésie. Le plus souvent à base de mouton ou de poulet, l'originalité de cette recette réside dans la sauce noire à base de kecap manis et de sucre de palme, d'ail, d'échalotes, de pâte de cacahuète, de petis, de noix des Moluques et de sel. Le sate Madura au poulet est servi avec une sauce aux arachides, tandis que celui au mouton l'est avec le kecap manis. Les morceaux utilisés pour les brochettes sont plus petits que ceux des autres recettes.

### Malang

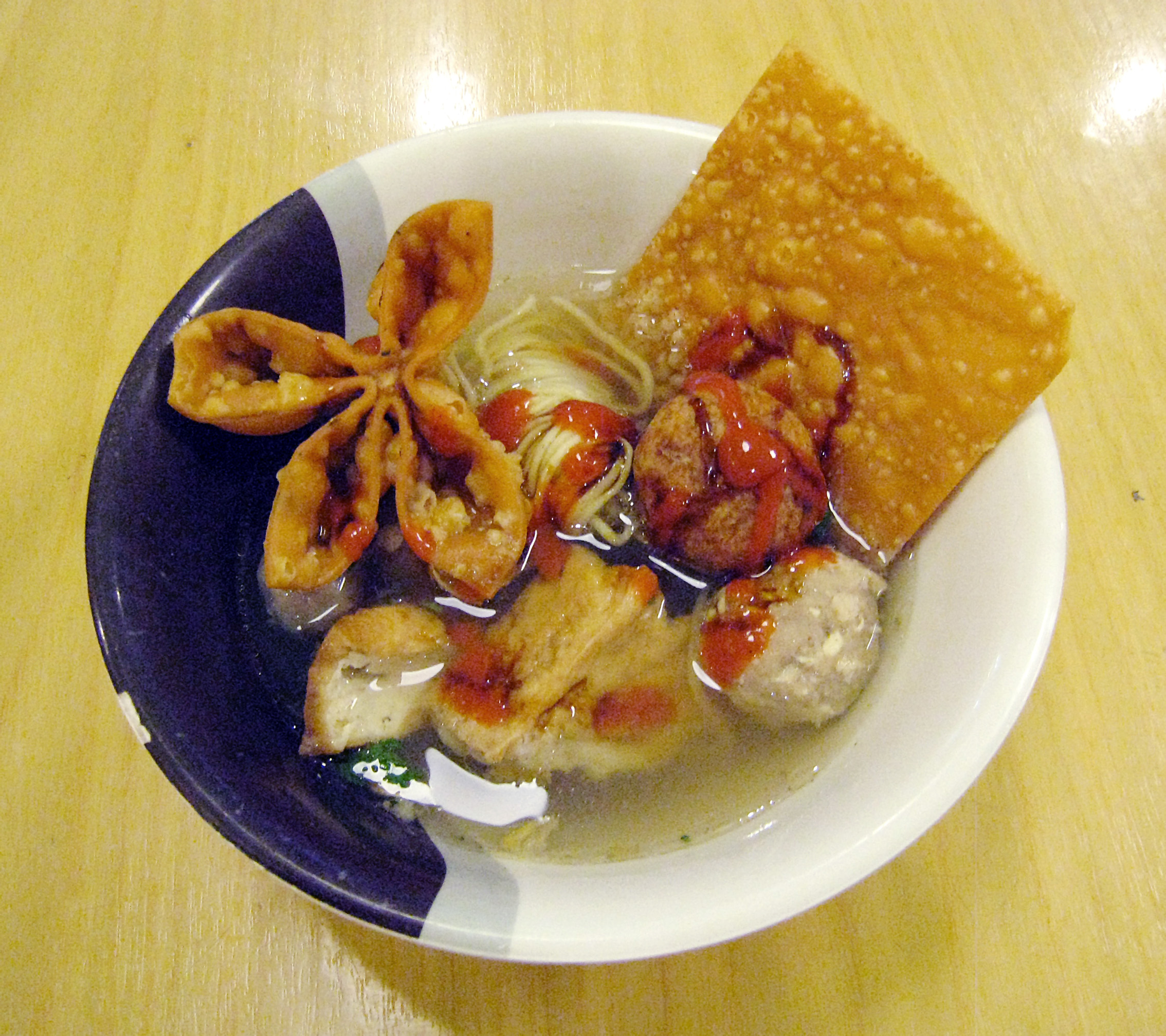
Bakso Malang, soupe de boulettes de viande et de wontons frits, aussi appelée bakwan Malang.

- Bakso Malang : soupe de boulettes de viande ou d'abats, de tofu, de pousses de haricots et de nouilles jaunes.
- Cwie mie : plat de nouilles d'influence chinoise, recouvert d'émincé de porc ou de poulet et de wontons. Très proche du zhajiang mian chinois.

### Autres plats de l'est de Java

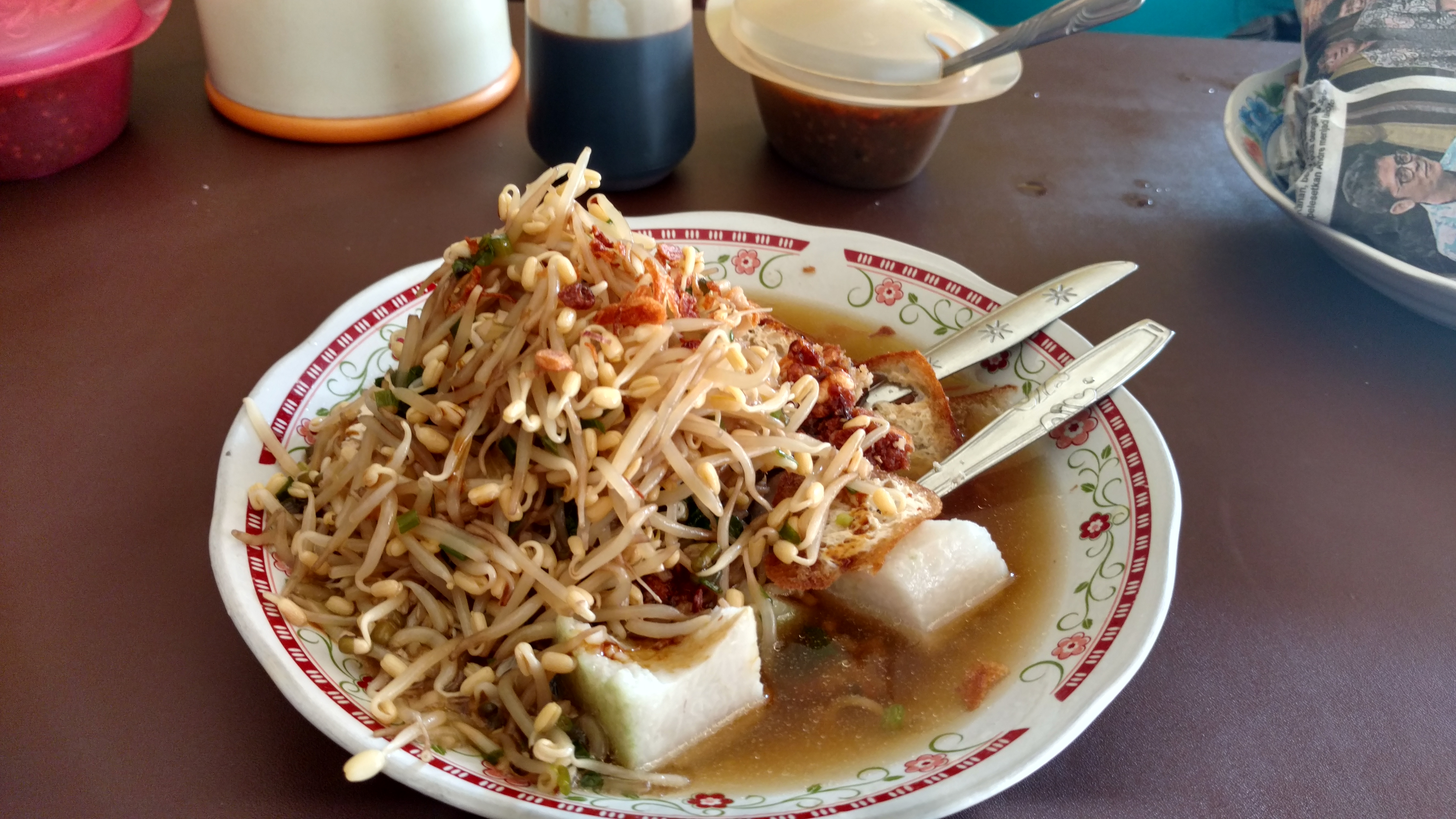
Lontong balap à Surabaya.

- Sate Ponorogo : recette de sate originaire de la ville de Ponorogo. Brochette de poulet mariné, servie avec une sauce aux cacahuètes et une sauce pimentée et garnie d'échalotes, de sambal et de jus de citron vert. L'originalité de la recette est que la brochette n'est pas faite de plusieurs petits morceaux mais d'un seul gros morceau de poulet. La viande est marinée dans une sauce soja sucrée et des épices.
- Lontong balap : plat de gâteau de riz, de tofu frit et de pousses de soja, immergés dans du kecap manis et du sambal.
- Tahu campur : soupe de bœuf et d'abats mélangés avec des légumes frais, des pommes de terre, du gâteau de riz et du tofu. L'ingrédient secret est le petis, ajouté en dernier avant que la soupe soit servie.
- Tahu tek-tek : tofu frit coupé en morceaux, légumes bouillis (essentiellement des pousses de soja), pommes de terre, nappés de sauce à base d'arachides, de petis, de piment et d'ail.

## Plats javanais communs

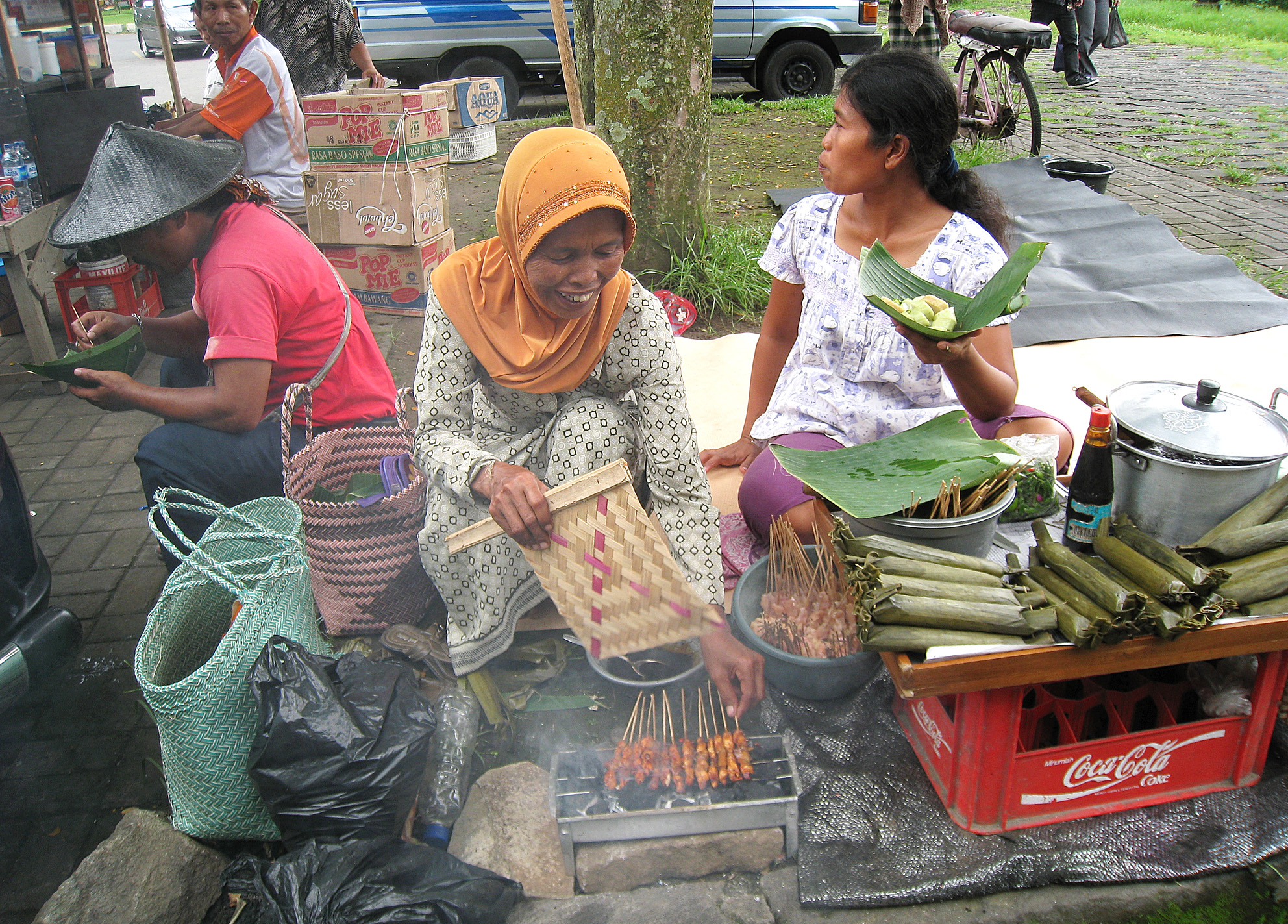
Vendeuse de sate de poulet près de Borobudur.

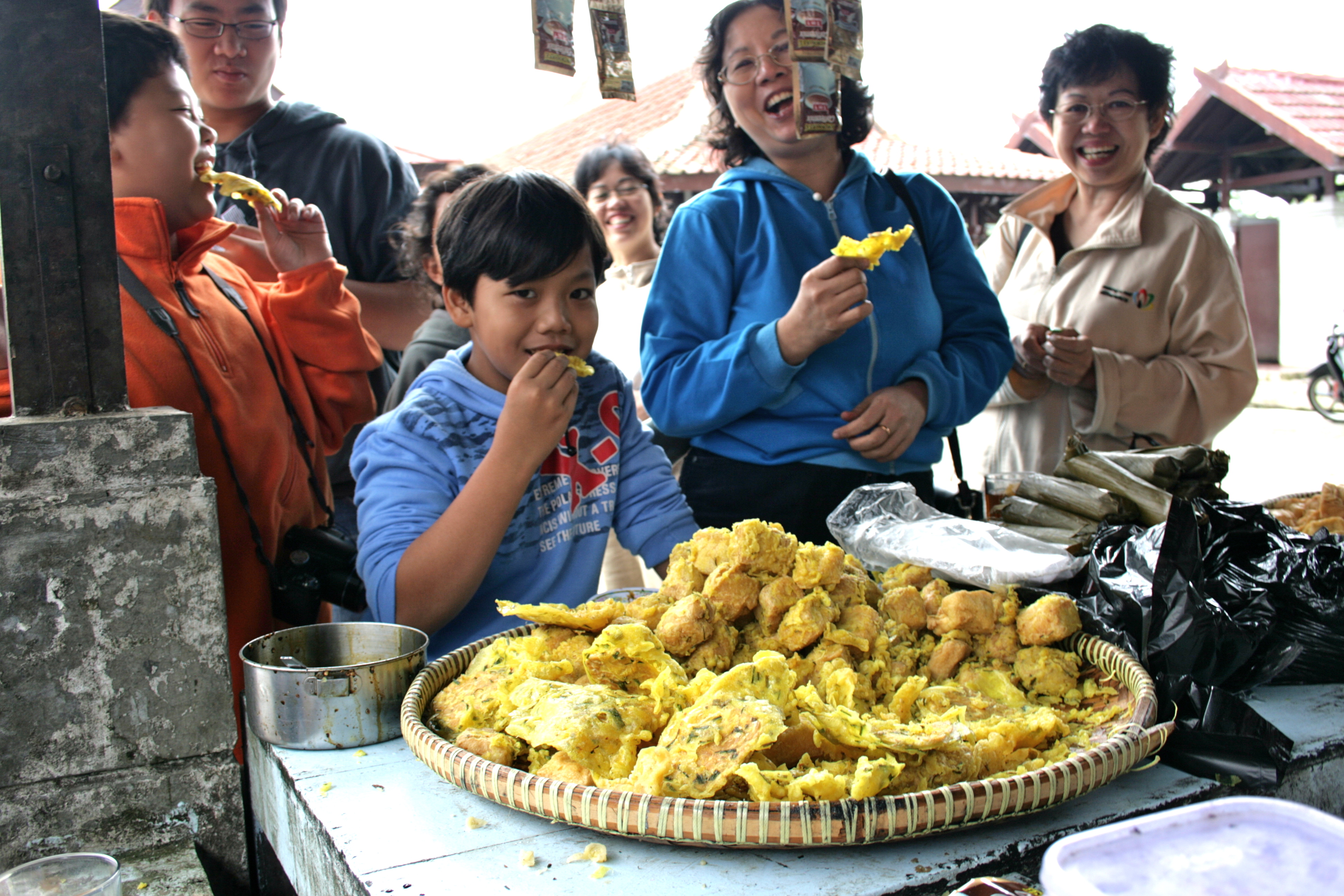
Gorengan (« snacks frits ») sur un marché du plateau de Dieng, Java central.

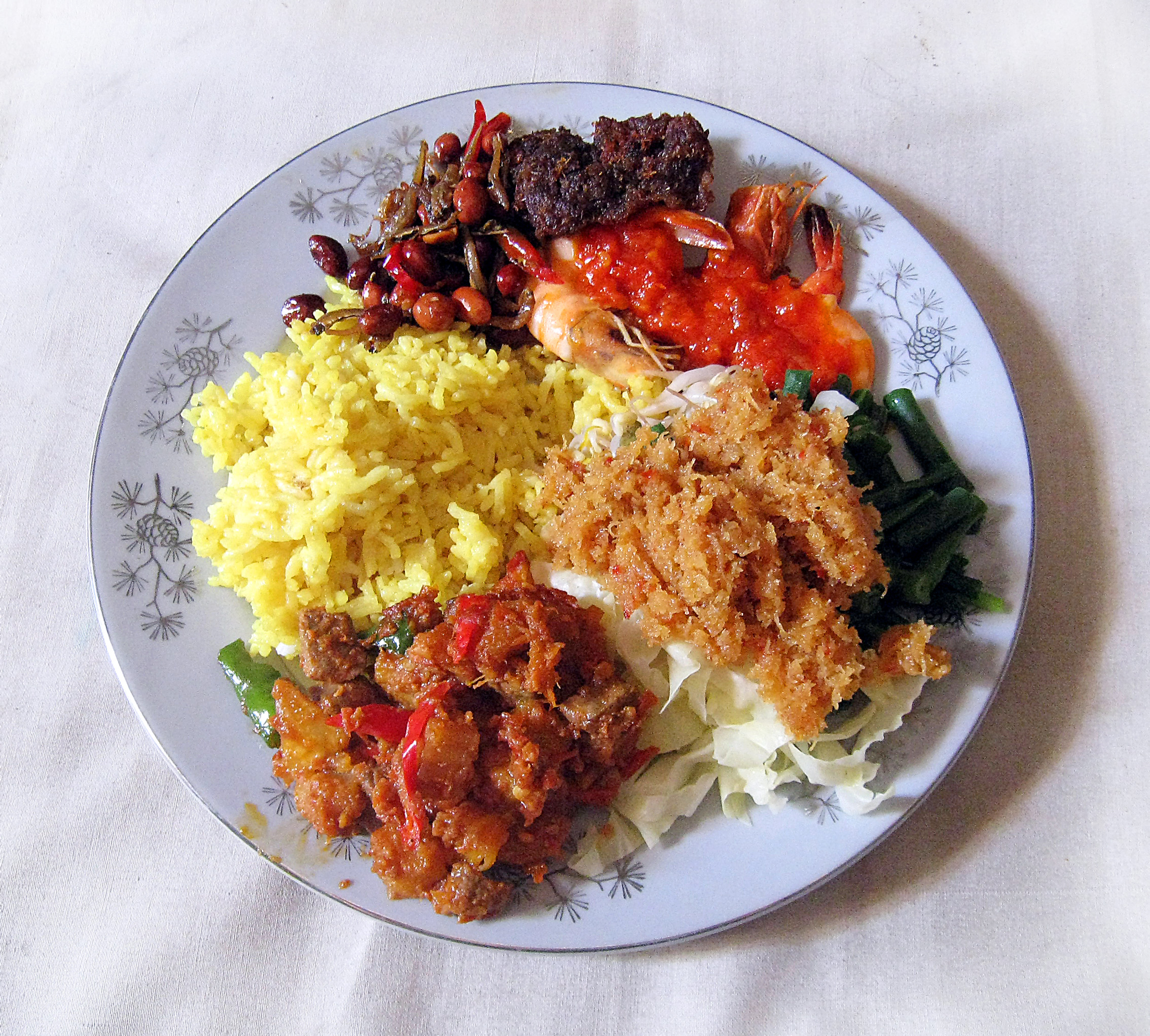
Nasi kuning avec urap, bœuf frit, anchois, arachides, pommes de terre et crevettes en sambal.

Il existe des plats communs à ces cuisines sur l'île de Java.
- Sate : brochette de viande. Il existe de nombreuses recettes: sate tegal, sate ambal, sate solo, sate buntel, sate Madura, sate Ponorogo, etc.
- Soto : soupe indonésienne. Les recettes sont tout aussi nombreuses : soto ayam et soto babat (tripes), soto Kudus, soto Madura, soto Lamongan, etc.
- Tumpeng : riz servi en forme de volcan[6], habituellement avec du riz jaune coloré au curcuma. C'est un plat important de cérémonies[7]. Traditionnellement, un tumpeng est accompagné de poulet frit, d'œuf dur, de légumes, de viande de chèvre sur un grand plateau en bambou appelé besek.
- Tempe : substitut de viande à base de soja fermenté par la moisissure. C'est une bonne source de protéines et connu dans le monde comme une alternative pour les végétariens.
- Kripik tempe : chips de tempe découpé en fines tranches.
- Gorengan : assortiments de fritures, tempeh, tofu, yam, patate douce, manioc et légumes sautés.
- Pecel : sauce pimentée aux arachides[8]. Utilisée dans de nombreux rujak et gado-gado. Utilisée également dans le riz, sur les crevettes, les œufs et les légumes comme le nasi Pecel (« riz Pecel »)[9].
- Urap sayur : légumes assaisonnés d'une sauce de noix de coco épicée.
- Lotek : presque identique au gado-gado, mais plus sucré.
- Sayur lodeh : assortiment de légumes braisés dans du lait de coco.
- Buntil : plat traditionnel javanais de noix de coco mélangée avec des anchois et des épices, enroulé dans une feuille de papaye, le tout bouilli dans du lait de coco.
- Botok : plat à base de chair de noix de coco, mélangée avec des légumes ou du poisson, le tout enroulé dans une feuille de bananier et cuit.
- Nasi rames : riz et accompagnements, tels que du curry de légumes (sayur lodeh), du poisson, du poulet, de la viande comme des abats, et du sambal.
- Nasi kuning, proche du nasi rames ou du nasi campur : dans ce cas, le riz est cuit dans du lait de coco et du curcuma et assaisonné de citronnelle et de feuilles de combava.
- Gule kambing : viande de mouton cuisinée dans un curry de lait de coco.
- Sop buntut : soupe de queue de bœuf.
- Tumis sayuran : légumes frits, mélangés avec du piment.
- Klepon : boulette verte de riz gluant fourrée avec du sucre de palme, colorée par les feuilles de pandanus et roulée dans de la chair de noix de coco râpée.
- Jajan pasar : gâteaux de plusieurs formes et couleurs, à base de farine de blé, de riz ou de riz gluant, saupoudrés de noix de coco râpée et de sucre de palme. Jajan signifie « snack », et pasar signifie « marché ».